# Maxime Gouzou
Maxime Gouzou (Francia, 11 de septiembre de 1998) es un jugador profesional francés de rugby que se desempeña en la posición de ala abierto en Lyon Olympique, equipo perteneciente a la liga Top 14.

## Carrera
Gouzou es un jugador de formación francesa (JIFF). Comenzó su carrera deportiva con el equipo US Bardos, en el cual jugó tres temporadas (2006-2009), después pasó a Biarritz Olympique Pays Basque (2009-2018), luego a Stade Montois (2018-2022), posteriormente a Lyon Olympique, donde lleva jugando dos temporadas.